# Via Crucis de Montserrat
El Via Crucis de Montserrat és un conjunt d'obres escultòriques de caràcter religiós situades al camí que porta el mateix nom, que condueix de la Plaça Abat Oliba a la Capella de la Soledat, al Monestir de Montserrat. El camí reprodueix l'itinerari (Via Crucis) de Jesús de Natzaret portant la creu fins al Calvari.

## Història

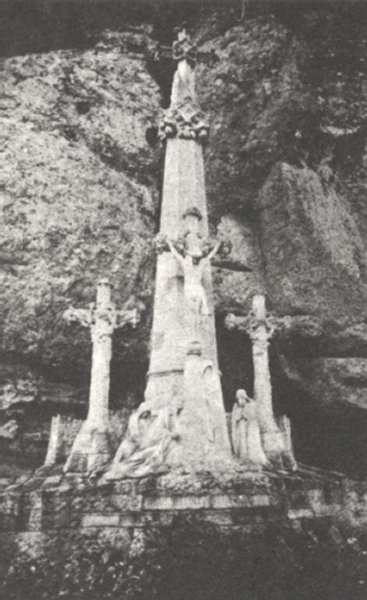
Una de les estacions del Via Crucis de Sagnier i Arnau, abans de la seva destrucció

El conjunt es va construir entre 1904 i 1916 a la part posterior del monestir, compost per 14 estacions representant la Passió de Jesús. Sufragat per la Confraria del Via Crucis Perpetu i Vivent de Barcelona, fou obra d'Enric Sagnier i Villavecchia —aleshores arquitecte titular de la Basílica de Montserrat— i Eduard Mercader, mentre que l'escultura va ser a càrrec d'Eusebi Arnau —autor dels models, que executava el tallista Joan Pujol. El conjunt desenvolupat per Sagnier tenia un estil lleugerament gaudinià, perceptible per les superfícies rugoses de la pedra repicada i els pinacles naturalistes. A més de l'obra escultòrica es va erigir al final del recorregut la Capella de la Soledat (1915-1916), un templet d'influència oriental inspirat en el sepulcre de Jesús, amb pintures de Darius Vilàs i una escultura de Josep Llimona. El Via Crucis va ser destruït el 1936 en el transcurs de la Guerra Civil Espanyola, quedant en l'actualitat un únic vestigi, la base de la Crucifixió, així com la Capella de la Soledat, al final del Via Crucis, que va sobreviure a la destrucció.
Als anys 1950 es va projectar un nou Via Crucis, a càrrec de l'arquitecte Francesc Folguera, amb escultures de Margarida Sans Jordi, Francesc Juventeny i Domènec Fita. Danyat els darrers anys, per esllavissades, algunes de les obres han hagut de ser retirades i substituïdes per una estela dissenyada per Josep Garganté.

## Descripció
Conjunt de grups escultòrics aïllats que des del més pur estil neoclàssic fins a les últimes tendències escultòriques de l'abstracció representen cadascun dels temes del Via Crucis en les 14 estacions. Les peces originals foren destruïdes durant els primers anys de la Guerra civil i posteriorment foren substituïdes per les actuals, obres de Margarida Sans Jordi, Francesc Juventeny i les ja més modernes i estilitzades de Domènec Fita. Al final del camí del Via Crucis (uns vint minuts a peu) es troba la capella de la Verge de la Soledat.

### Estacions
- Primera: Jesús és condemnat a mort, de Margarida Sans Jordi.
- Segona: Jesús carrega la creu, de Margarida Sans Jordi.
- Tercera: Jesús cau per primer cop, sota el pes de la creu, de Margarida Sans Jordi.
- Quarta: Crist amb la creu, de Margarida Sans Jordi.
- Cinquena: És ajudat pel Cireneu, de Domènec Fita.
- Sisena: La Verònica eixuga el rostre de Jesús, de Domènec Fita.
- Setena: Jesús cau per segon cop, de Domènec Fita.
- Vuitena: Jesús consola a les dones de Jerusalem, de Domènec Fita.
- Novena: Cau per tercer cop, de Domènec Fita.
- Desena: Jesús és despullat, de Domènec Fita.
- Onzena: És clavat a la creu, de Domènec Fita.
- Dotzena: Pare us dono el meu esperit, de Domènec Fita.
- Tretzena: Crist jacent, de Francesc Juventeny.
- Catorzena: No hi ha dolor com el meu, de Domènec Fita.

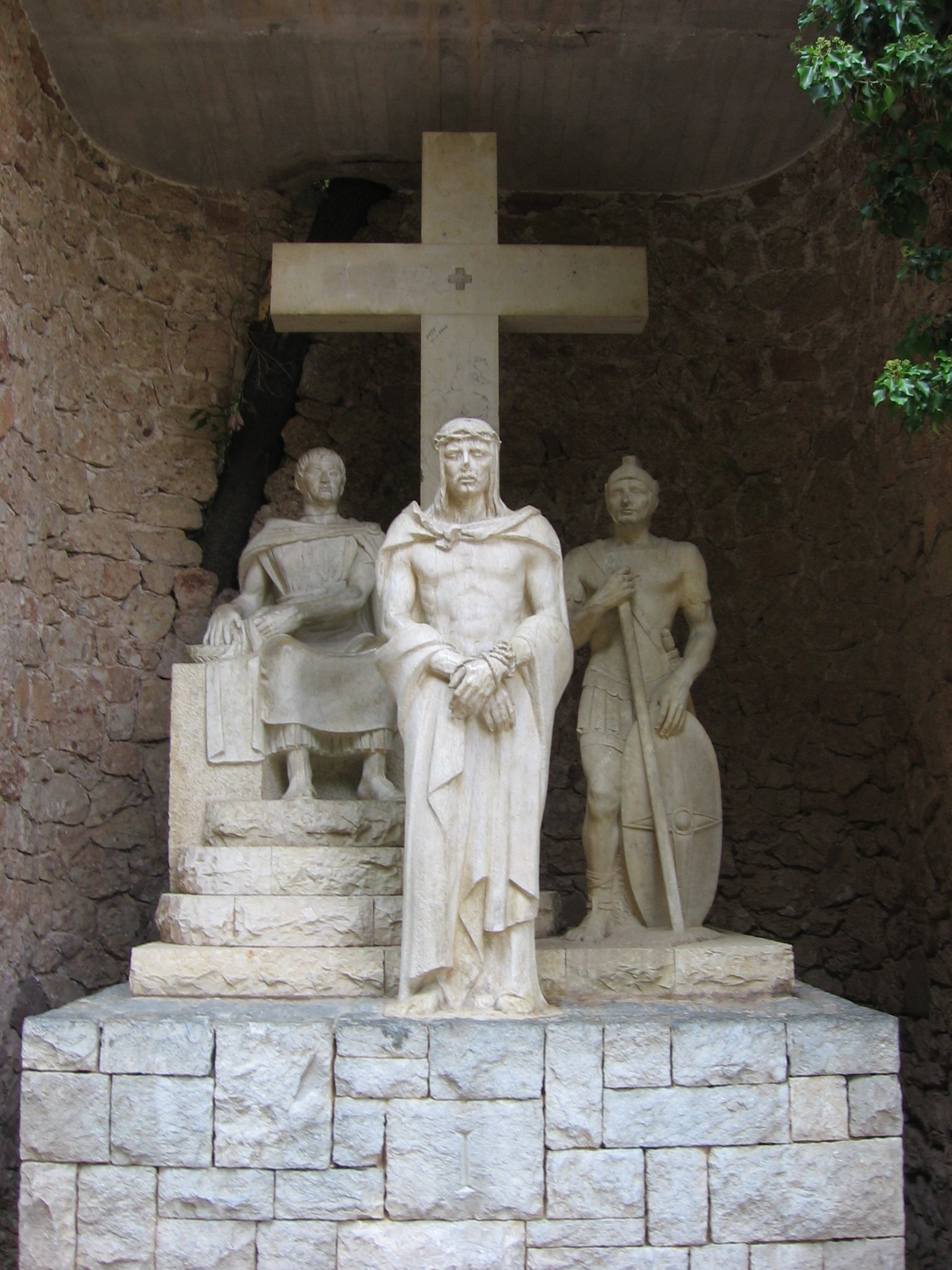
Jesús és condemnat a mort, de Margarida Sans Jordi.
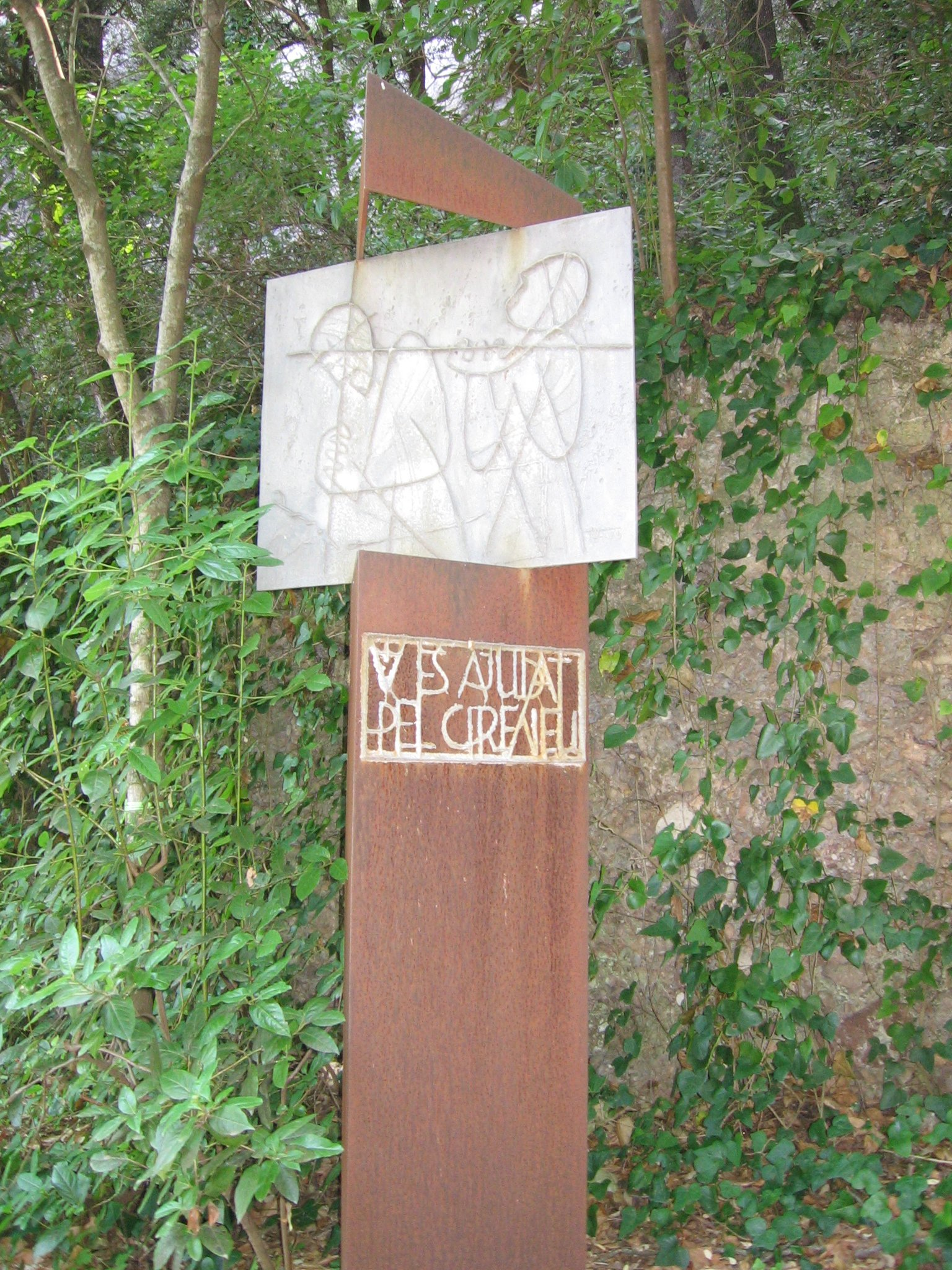
És ajudat pel Cireneu, de Domènec Fita.
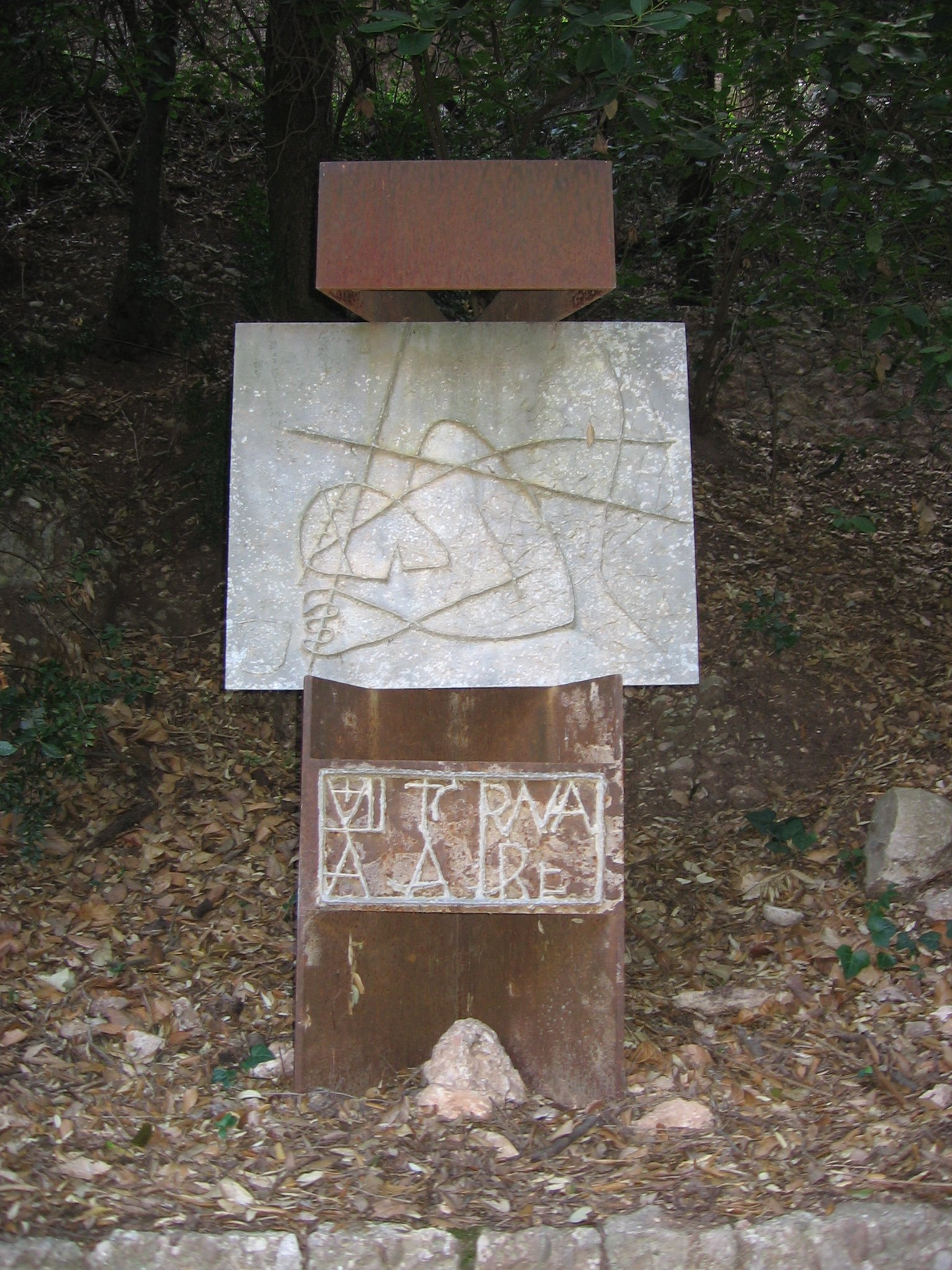
Jesús cau per segon cop, de Domènec Fita.
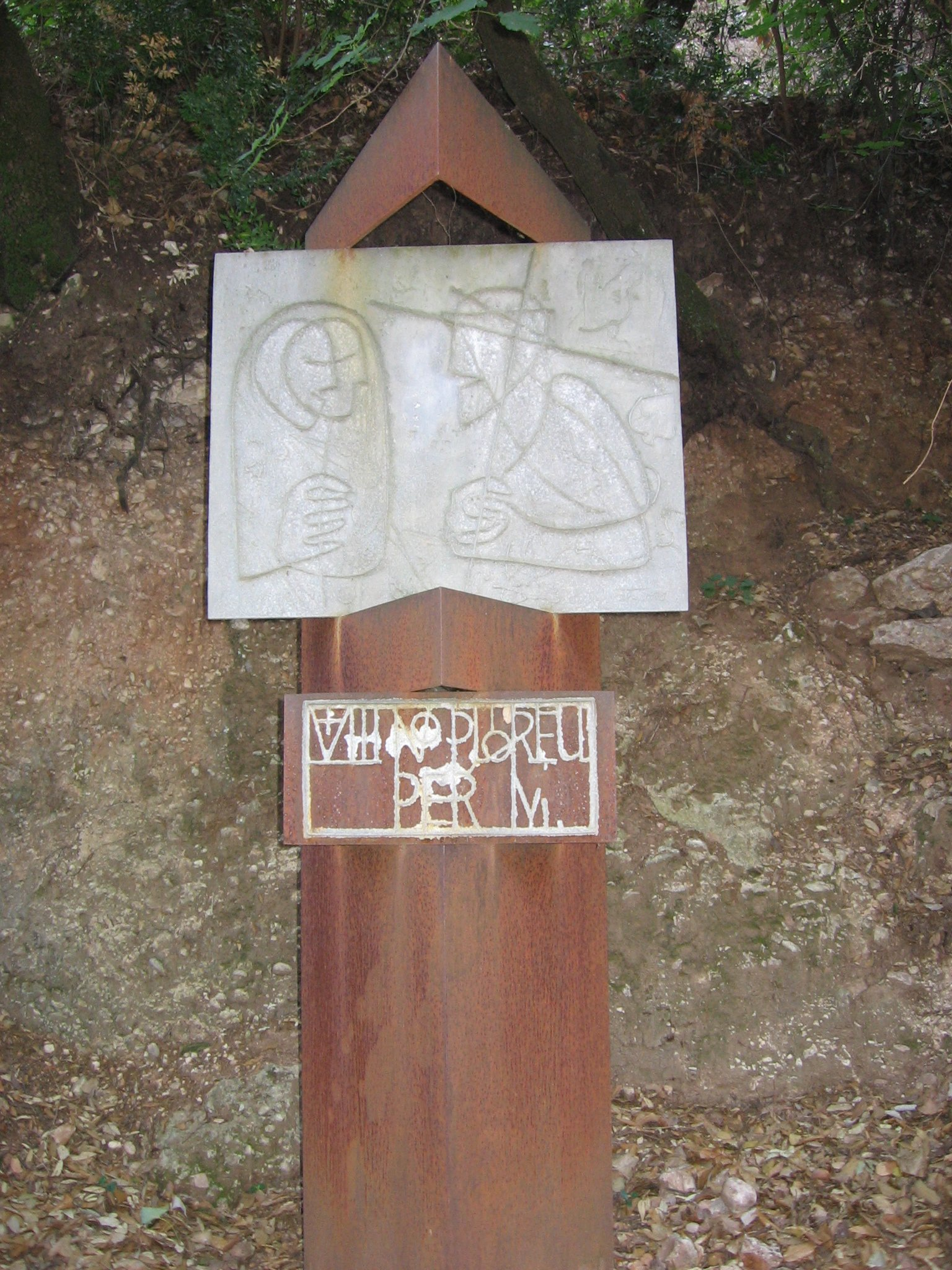
Jesús consola a les dones de Jerusalem, de Domènec Fita.
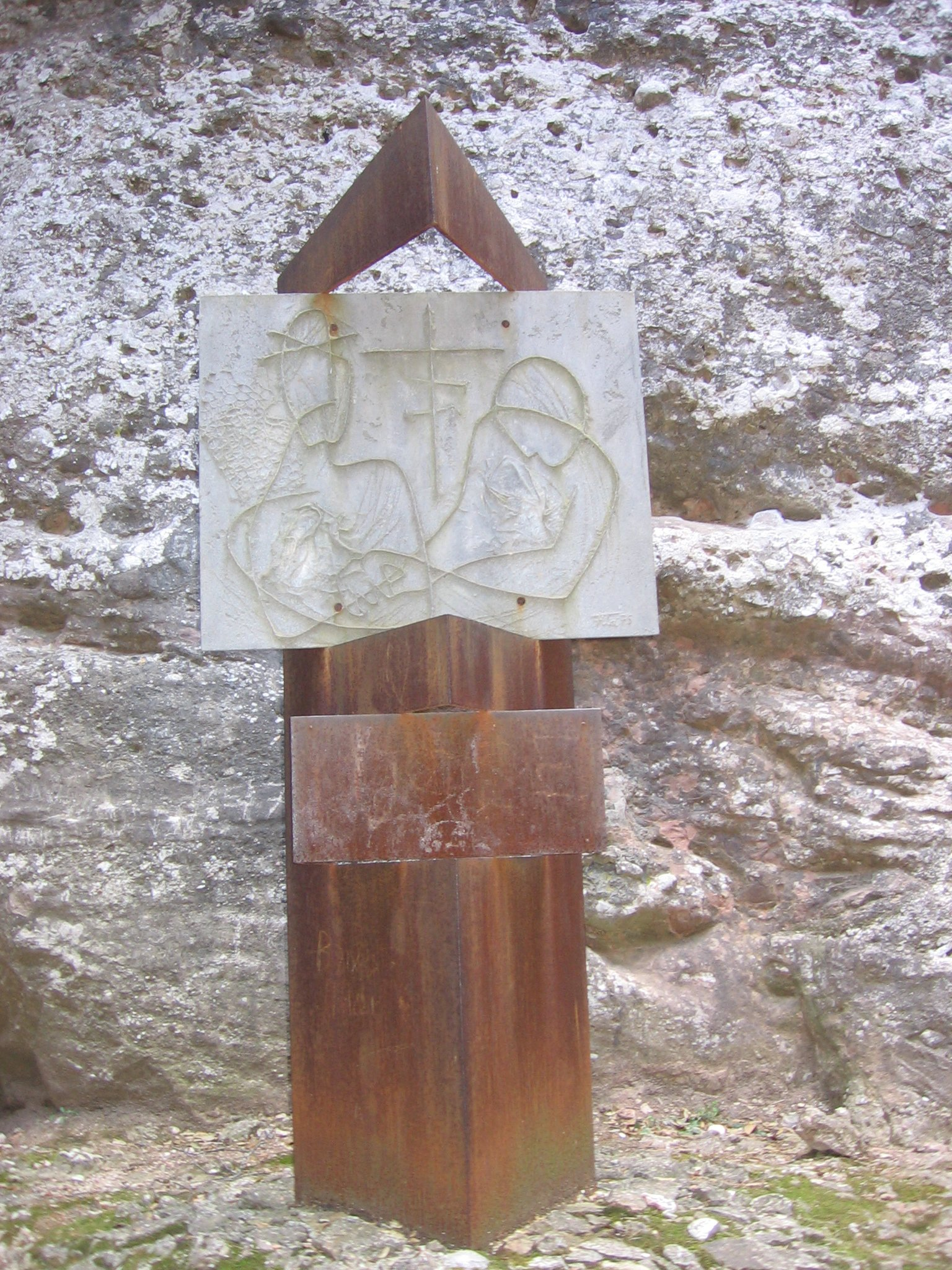
Jesús és despullat, de Domènec Fita.